# Бхаратия джаната парти
«Бха́ратия джа́ната па́рти» (БДП, хинди भारतीय जनता पार्टी — Индийская народная партия, англ. Bharatiya Janata Party) — одна из двух ведущих общенациональных партий Индии (наряду с Индийским национальным конгрессом). БДП относится к партиям правого спектра; часто её характеризуют как партию индийского национализма. Иногда БДП считают политическим крылом семейства индуистских националистических организаций «Сангх паривар», ведущей из которых является «Раштрия сваямсевак сангх» (крупнейшая некоммунистическая организация в мире).

## История
Основание партии в 1980 году связано с именами Атала Бихари Ваджпаи и Лал Кришны Адвани; предшественницей БДП является партия «Бхаратия джана сангх». С момента своего основания БДП позиционировала себя как оппонента ИНК; в отличие от светского Конгресса, идеологией БДП является хиндутва (индуистский культурный национализм). БДП впервые принимала участие в выборах в Лок сабху в 1984 году. Несмотря на националистическую риторику БДП и несмотря на то, что выборы происходили непосредственно после убийства Индиры Ганди, повлёкшего антисикхские беспорядки, БДП получила лишь 2 места из 543, против более чем 400 у ИНК. Однако уже на выборах 1989 года БДП получила 86 мест и поддержала неконгрессистские правительства Вишваната Пратапа Сингха и Чандры Шекхара Сингха.
По результатам выборов 1991 года БДП получает 120 мест и становится крупнейшей оппозиционной партией; конгрессистское правительство Памулапарти Венкаты Нарасимха Рао подвергалось жёсткой критике со стороны БДП из-за многочисленных коррупционных скандалов. Впрочем, сама БДП оказалась замешана в крупнейшем индийском скандале 1990-х, связанном с разрушением мечети Бабура в Айодхье (штат Уттар-Прадеш) радикальными индуистами и их попытками восстановить индуистский храм Рамы, существовавший, по их утверждению, на том же месте до вторжения Великих Моголов и разрушенный мусульманами. Адвани был одним из идеологов этого движения; другие же видные члены БДП, в частности, Ума Бхарти, принимали непосредственное участие в событиях в Айодхье. Конфликт в Айодхье повлёк нарастание межконфессиональных противоречий, одним из проявлений которых стали события в Гуджарате в 2002.
На выборах 1996 года БДП получила 161 место (больше, чем любая другая партия), и А. Б. Ваджпаи было предложено сформировать правительство. Однако БДП не сумела заручиться поддержкой парламентского большинства, и уже через 13 дней Ваджпаи подал в отставку. К власти в итоге пришла коалиция партий, известная как «Третий фронт».
На выборах 1998 года Национальный демократический альянс (НДА) — коалиция партий, возглавляемая БДП — получил 181 (чуть более половины) мест в парламенте и сформировал правительство во главе с Ваджпаи. Однако в апреле 1999 года АИАДМК вышла из НДА, что повлекло вотум недоверия правительству 273 голосами при необходимых 272. Однако на последовавших внеочередных выборах НДА, заменив АИАДМК на ДМК, лишь укрепил свои позиции, и Ваджпаи остался премьером. Вице-премьером стал Адвани.
На годы премьерства Ваджпаи пришлись ядерные испытания в Раджастхане, охлаждение (чуть не переросшее в войну) и новое потепление индо-пакистанских отношений, улучшение отношений с США. Экономика при правительстве Ваджпаи росла быстрыми темпами, но улучшение макроэкономических показателей не отразилось на жизни 700-миллионного сельского населения страны. Правление БДП было омрачено столкновениями между мусульманами и индуистами в Гуджарате в 2002 г., в ходе которых погибли более 1000 человек (причём БДП находилась у власти также и в штате). (По версии БДП, начало беспорядкам положил поджог мусульманами поезда с индуистскими активистами, возвращавшимися из паломничества в Айодхью; комиссия, созданная при нынешнем правительстве ИНК, однако, не подтвердила этого предположения). У Ваджпаи также не сложились отношения с президентом К. Р. Нараянаном — последний, в частности, отклонил просьбу Ваджпаи ввести прямое президентское правление в Бихаре, когда к власти в штате пришло правительство Рабри Деви, сформированное союзницей ИНК — партией «Раштрия джаната дал». В результате в 2002 году Ваджпаи инициировал замену Нараянана на Абдула Калама.
В конце 2003 года проходили региональные выборы в Мадхья-Прадеш, Раджастхане, Чхаттисгархе и Дели. Воодушевлённое успехом в трёх первых штатах, руководство БДП назначило выборы в Лок сабху на апрель-май 2004 г. — на полгода раньше срока. БДП надеялась упрочить своё лидерство благодаря высокому рейтингу А. Б. Ваджпаи и успехам правительства в экономике. Также одним из важных элементов предвыборной кампании БДП и её союзников была дискредитация лидера ИНК С. Ганди — БДП заявляла о недопустимости прихода к власти политика иностранного (итальянского) происхождения.
Несмотря на то, что социологические опросы предсказывали победу НДА, победу на выборах одержал ИНК с союзниками. Особенно чувствительным было поражение НДА в Тамилнаде и Андхра-Прадеш — одних из наиболее развитых штатов страны. Тем не менее, со 138 местами БДП оставалась ведущей оппозиционной партией. Более того, в дальнейшем БДП одержала ряд очень важных побед на региональном уровне (в частности, в Бихаре). БДП в настоящее время находится у власти в Гуджарате, Раджастхане, Мадхья-Прадеш, Бихаре (в коалиции с Джаната дал (объединённой)),Чхаттисгархе, Карнатаке (в коалиции с Джаната дал (светская)), а также в Джаркханде, Ориссе и Нагаленде — в коалициях с другими союзниками.
Лидером НДА остаётся Ваджпаи, несмотря на постепенный отход от дел. Адвани является лидером оппозиции в Лок сабхе. Президентом же БДП в настоящее время является Джагат Пракаш Надда, сменивший 20 января 2020 года Амита Шаха.
В 2009 году стало известно, что «Комиссия Либерхана» подтвердила, что разрушение мусульманской мечети Бабри было подготовлено индуистскими националистическими организациями, в число которых входила Бхаратия джаната парти, а большую часть погибших составили мусульмане.
На парламентских выборах 2014 года партия возглавила альянс, который победил на выборах, а лидер партии — Нарендра Моди — был избран премьер-министром Индии.